# Experimento Tuskegee
El experimento Tuskegee fue un estudio clínico llevado a cabo entre 1932 y 1972 en la ciudad estadounidense de Tuskegee (Alabama), por el Servicio de Salud Pública de Estados Unidos. Entonces, seiscientos aparceros afroestadounidenses, en su mayoría analfabetos, fueron estudiados para observar la progresión natural de la sífilis si no era tratada y si se podía llegar hasta la muerte.
El experimento recibe también otros nombres:
- Estudio Tuskegee sobre sífilis.
- Estudio sobre sífilis del Servicio de Salud Pública.
- Estudio Tuskegee sobre sífilis no tratada en varones negros.

## Descripción
Este experimento generó mucha controversia y provocó cambios en la protección legal de los pacientes en los estudios clínicos. Los sujetos utilizados en este experimento no habían dado su consentimiento informado, no habían sido debidamente notificados de su diagnóstico y fueron engañados al decirles que tenían «mala sangre» (un término local para referirse a enfermedades que incluían la sífilis, la anemia y la fatiga). Les dijeron que si participaban en el estudio recibirían tratamiento médico gratuito, transporte gratuito a la clínica, comidas y un seguro de sepelio en caso de fallecimiento.
En 1932, cuando empezó el estudio, los tratamientos para la sífilis eran muy tóxicos, peligrosos y de efectividad cuestionable. Parte de la intención del estudio era determinar si los beneficios del tratamiento compensaban su toxicidad y reconocer las diferentes etapas de la enfermedad para desarrollar tratamientos adecuados a cada una de ellas. Los médicos reclutaron a 600 varones negros: de los 600, 399 estaban infectados con sífilis antes de comenzar el estudio, para estudiar el progreso de la enfermedad durante los 40 años siguientes.
Para establecer comparaciones, también se estudió un grupo de control de 201 varones sanos.

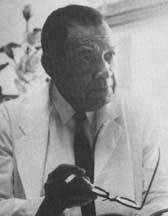
El Dr. Eugene Dibble, jefe del hospital del Instituto Tuskegee.

En 1947, la penicilina se había convertido en el principal tratamiento para la sífilis. Antes de este descubrimiento, la sífilis frecuentemente conducía a una enfermedad crónica, dolorosa y con fallo multiorgánico. En vez de tratar a los sujetos del estudio con penicilina y concluirlo o establecer un grupo control para estudiar el fármaco, los científicos del experimento Tuskegee ocultaron la información sobre la penicilina para continuar estudiando cómo la enfermedad se diseminaba y acababa provocando la muerte. También se advirtió a los sujetos que evitaran el tratamiento con penicilina, que ya estaba siendo utilizada con otros enfermos del lugar. El estudio continuó hasta 1972 cuando una filtración a la prensa causó su fin.
Para entonces, de los 399 participantes 28 habían muerto de sífilis y otros 100 de complicaciones médicas relacionadas. Además, 40 mujeres de los sujetos resultaron infectadas y 19 niños contrajeron la enfermedad al nacer.
El experimento Tuskegee, citado como «posiblemente la más infame investigación biomédica de la Historia de Estados Unidos», trajo como consecuencia el Informe Belmont (Belmont Report) de 1979 y la creación del Consejo Nacional de Investigación en Humanos (National Human Investigation Board), y la petición de la creación de los Consejos Institucionales de Revisión (Institutional Review Boards). En la actualidad (2015), existe la OHRP (Office for Human Research Protections: Oficina de Protección en la Investigación Humana) dentro del HSS (U.S. Department of Health & Human Services: Departamento de Salud y Servicios Humanos de Estados Unidos), que funciona como Ministerio de Salud de ese país.

## Los médicos del estudio

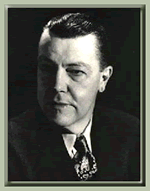
El Dr. Raymond H. Vonderlehr.

El equipo del estudio formaba parte de la sección de enfermedades venéreas del Servicio de Salud Pública de Estados Unidos (PHS: Public Health Service). La idea del experimento Tuskegee se le atribuye comúnmente al Dr. Taliaferro Clark (1867-1948). 
Su intención inicial era observar a los sujetos con sífilis no tratados durante 6 u 8 meses, y entonces comenzar la fase de tratamiento. El Dr. Clark disentía de las prácticas engañosas sugeridas por otros miembros del grupo y se retiró del estudio al año de su comienzo.
El Dr. Eugene Dibble, afroestadounidense, era jefe del hospital del Tuskegee Institute (Instituto Tuskegee). El Dr. Oliver C. Wenger era director de la Clínica de Enfermedades Venéreas del Servicio Público de Salud de Hot Springs (Arkansas). Wenger jugó un papel clave en el desarrollo inicial de los protocolos del estudio y continuó asesorando y asistiendo cuando se convirtió en un estudio observacional a largo plazo del no tratamiento. También reclutó a los sujetos mediante engaños.
El Dr. Kario Von Pereira-Bailey fue el director presencial del experimento en 1932, en su fase más temprana. Él llevó a cabo muchos de los primeros exámenes físicos y procedimientos.
El Dr. Raymond H. Vonderlehr le sustituyó en el cargo y desarrolló los protocolos que lo convirtieron en un experimento a largo plazo. Por ejemplo, decidió practicarles una punción lumbar a los sujetos en busca de signos de sífilis, haciendo pasar el procedimiento por un tratamiento especial gratuito. En la correspondencia conservada, el Dr. Wenger, confabulando, felicitaba al Dr. Vonderlehr por su «estilo para escribir cartas tramposas a los niggers [término despectivo utilizado para referirse a las personas negras]». Vonderlehr se retiró de la dirección de la sección de enfermedades venéreas del Servicio de Salud Pública en 1943. El Dr. Paxton Belcher-Timme, asistente del Dr. Pereira-Bailey, le sucedió en el cargo.

Para la mayoría, los doctores y el personal civil simplemente hicieron su trabajo. Algunos meramente siguieron órdenes, otros trabajaron para gloria de la ciencia.
Dr. John Heller, director de la División de Enfermedades Venéreas del Servicio de Salud Pública.

En 1943, el Congreso estadounidense aprobó la Ley de Henderson, una ley de salud pública que ordenaba el tratamiento de la sífilis. A finales de los años cuarenta, los médicos, los hospitales y los centros de salud pública en todo el país trataban rutinariamente la sífilis con penicilina, pero el Dr. John R. Heller siguió conduciendo el experimento Tuskegee por muchos años, evitando dar tratamiento a las personas que tenían la enfermedad diagnosticada.
Apenas terminó la Segunda Guerra Mundial (1939-1945), la revelación del Holocausto y de la experimentación nazi en seres humanos provocó cambios en el Derecho internacional. En 1947 los Aliados occidentales formularon el Código de Núremberg para proteger los derechos de los sujetos sometidos a ensayos clínicos.
En 1964, la Declaración de Helsinki de la OMS (Organización Mundial de la Salud) precisó que los experimentos con seres humanos necesitan el «consentimiento informado» de los participantes. Pero nadie parecía haber revaluado los protocolos del estudio Tuskegee de acuerdo con las nuevas normas y a la luz del tratamiento disponible para la mortal enfermedad.

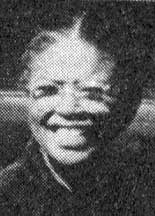
La enfermera Eunice Rivers (1899-1986) fue la única persona que tuvo contacto con las víctimas a lo largo de todo el estudio.

Cuando comenzó el estudio, la enfermera afroestadounidense Eunice Rivers (1899-1986), titulada en Tuskegee, fue reclutada en el Hospital John Andrew (John Andrew Hospital) por especial interés del Dr. Vonderlehr. Al ser el estudio responsabilidad del Servicio de Salud Pública, la enfermera Rivers se convirtió en asistente del jefe y fue la única que trabajó en el estudio durante los cuarenta años de su existencia.
Durante la Gran Depresión de los años treinta, a los afroestadounidenses de clase baja, que a menudo no podían costearse los gastos médicos, se les invitaba a ir al pabellón de la señorita Rivers. Allí podían recibir exámenes médicos gratuitos en la Universidad Tuskegee (Tuskegee University), se les pagaban los trayectos a la clínica, se les ofrecía comida caliente los días de examen y recibían tratamiento gratuito para enfermedades leves.
En los años cincuenta, la Srta. Rivers se había hecho fundamental para el experimento, ya que su conocimiento personal de los sujetos facilitaba la continuidad del estudio a lo largo del tiempo.

## Detalles del estudio
El experimento comenzó originalmente como estudio clínico de la incidencia de la sífilis entre la población del condado de Macon. El sujeto sería estudiado de 6 a 8 meses y posteriormente tratado según los estándares de la época, que incluían Salvarsán (arsfenamina, procedente del arsénico), pomadas con mercurio, y bismuto; tratamientos efectivos pero bastante tóxicos. La intención inicial del estudio por parte del Instituto Tuskegee ―perteneciente a la Universidad Tuskegee, un centro afroestadounidense de estudios creado por el médico afroamericano Booker T. Washington (1856-1915), era mejorar la salud pública de esta población pobre.
Su hospital afiliado cedió al Servicio de Salud Pública sus instalaciones, y otras organizaciones afroestadounidenses y médicos afroestadounidenses locales participaron. El fondo filantrópico Rosenwald daría soporte económico para el posterior tratamiento. Se reclutaron 399 varones afroestadounidenses sifilíticos y 201 sanos como control.
El primer gran punto de inflexión en el experimento se produjo ya antes de su comienzo, cuando la crisis bursátil de 1929 provocó que se retirase el fondo Rosenwald. Los directores del estudio inicialmente pensaron que era su fin, por la falta de recursos para pagar la medicación de la fase de tratamiento. Incluso se hizo público un informe final.
En 1928, un estudio realizado en Oslo había informado de las manifestaciones patológicas de la sífilis no tratada en varios cientos de varones blancos. Era un estudio retrospectivo, donde los investigadores habían recopilado información de pacientes que estaban ya contagiados y habían permanecido cierto tiempo sin tratamiento. El equipo de Tuskegee decidió hacer un estudio prospectivo equivalente al de Oslo. Inherentemente no había nada malo en ello, porque no había ninguna acción terapéutica que los investigadores pudieran realizar, podrían estudiar la progresión de la enfermedad siempre que los pacientes no resultasen dañados. Su justificación fue hacerlo «en beneficio de la humanidad». Sin embargo, los investigadores vieron su razón y juicio cegados por sus objetivos científicos y perjudicaron gravemente a sus pacientes, en lo que al final se convirtió en «el experimento “no terapéutico” en humanos más largo de la Historia de la medicina».

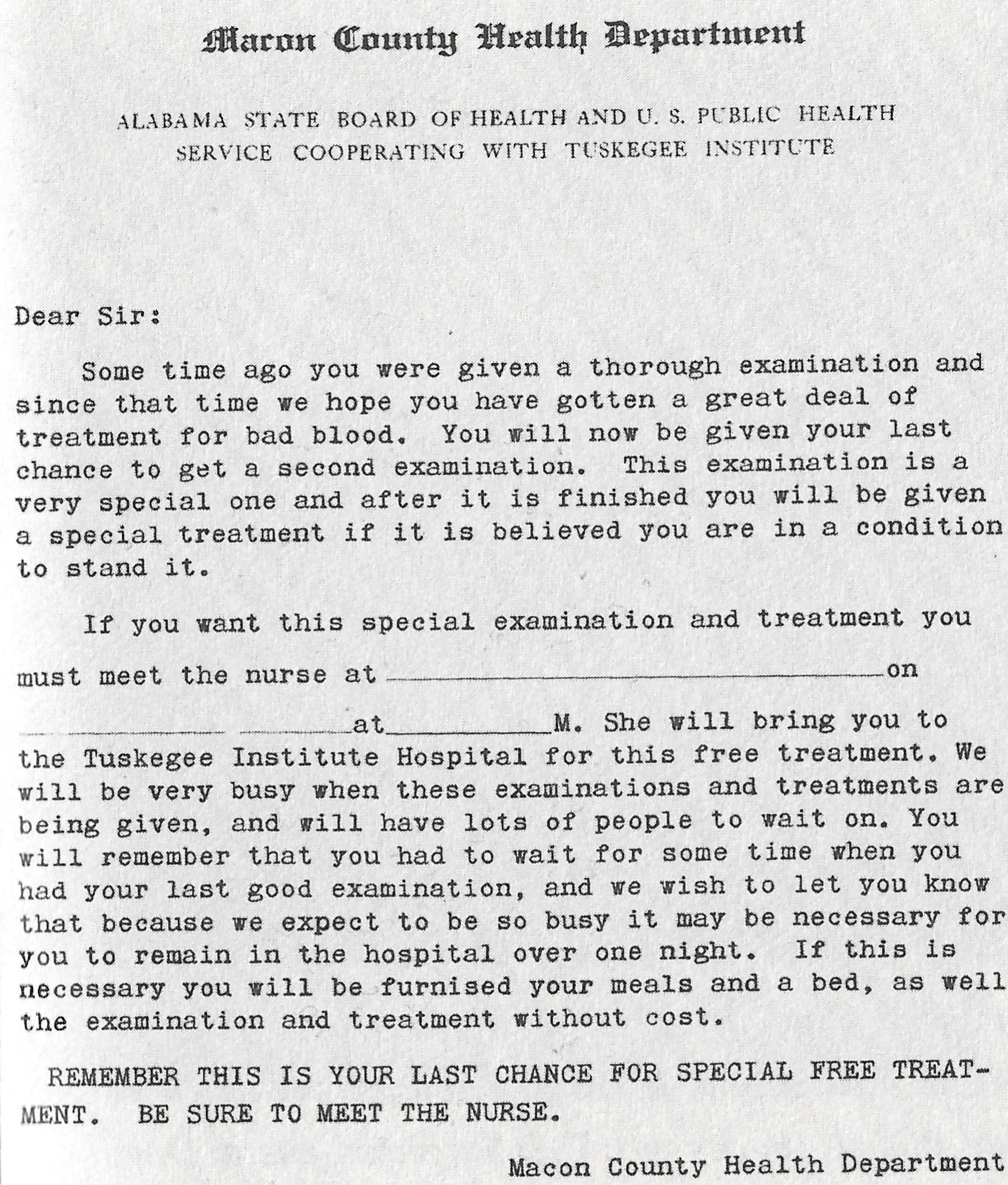
Carta enviada a los sujetos del estudio ofreciéndoles un «tratamiento especial».

Las consideraciones éticas médicas, débiles desde el principio, se desvanecieron muy rápido. Por ejemplo, a la mitad del estudio, para asegurarse la presencia de los sujetos en un procedimiento de alto riesgo y no terapéutico como es la punción lumbar, los doctores mandaron a todos los pacientes una engañosa carta titulada Última oportunidad para un tratamiento especial y gratuito (Last chance for special free treatment).
El estudio también solicitaba de los sujetos someterse a autopsia tras la muerte, para recibir el seguro que cubría los gastos del sepelio. El tratamiento fue intencionadamente denegado a muchos de ellos. Muchos fueron engañados administrándoles placebos para poder así observar la fatal progresión de la enfermedad.
En 1934 se publicaron los primeros datos clínicos, y en 1936 el primer informe de envergadura. No era un estudio secreto: numerosos datos y artículos fueron publicados a lo largo de todo el experimento.
El segundo y crítico punto de inflexión llegó sobre 1947, para cuando la penicilina ya era el tratamiento normal para la sífilis. Muchos programas de formación para «centros de tratamiento rápido» fueron patrocinados por el Gobierno de Estados Unidos para erradicar la enfermedad. Cuando varias campañas nacionales para acabar con las venéreas llegaron al condado de Macon (Alabama), los investigadores impidieron que los sujetos del estudio participasen.
Durante la Segunda Guerra Mundial, 250 de los 600 varones del experimento fueron reclutados. A todos se les diagnosticó la sífilis, y fueron dados de baja, avisados de que requerían tratamiento. Sin embargo los médicos del experimento impidieron el tratamiento, alegando que ya estaban siendo tratados gratuitamente. El representante del Servicio de Salud Pública de la época dijo: «Por el momento, estamos impidiendo que los pacientes positivos a sífilis reciban tratamiento».
En 1972, cuando el estudio fue interrumpido por la opinión pública, solo 74 sujetos estaban aún vivos. 28 sujetos habían muerto de sífilis, 100 más de complicaciones relacionadas, 40 esposas de los sujetos resultaron contagiadas y 19 niños nacieron con sífilis congénita.
Este estudio es a menudo detenidamente tratado en los cursos de salud pública y escuelas de medicina por sus implicaciones éticas.

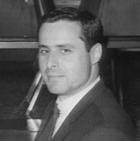
El investigador médico Peter Buxtun.

## El final del estudio y sus consecuencias
En 1966, Peter Buxtun, un investigador de enfermedades venéreas del Servicio de Salud Pública en la ciudad de San Francisco, envió una carta al jefe de la sección de venéreas expresando su preocupación por la moralidad del estudio. El CDC (Center for Disease Control: Centro de Control de Enfermedades) reafirmó la necesidad de completar el estudio hasta que todos los pacientes hubieran muerto para realizar sus autopsias. Para reafirmar su posición, el CDC buscó y encontró apoyo para la continuación del estudio en las delegaciones locales de la Asociación Médica Nacional (National Medical Association), que representaba a los médicos afroestadounidenses, y en la Asociación Médica Estadounidense (American Medical Association).

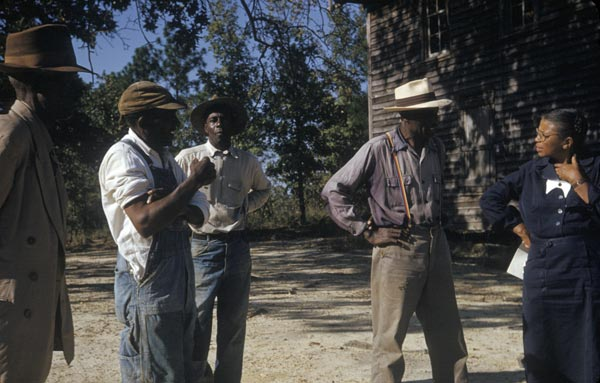
Sujetos del estudio conversando con la enfermera Eunice Rivers ―coordinadora del experimento entre 1932 y 1972― en 1970.

En 1968, William Bill Carter Jenkins, estadístico afroestadounidense del Servicio Público de Salud, que trabajaba en el Departamento de Salud, Educación y Asistencia Social (Department of Health, Education and Welfare), fundó y editó Drum, una revista dedicada a acabar con la discriminación en su departamento, parte del Servicio de Salud Pública. En Drum, Jenkins pedía el fin del experimento Tuskegee, pero no tuvo éxito.

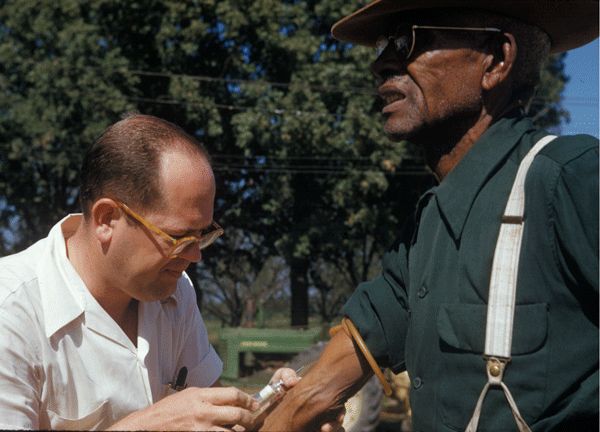
Un médico del estudio inyecta placebo ―en lugar de medicamento― a una de las víctimas del experimento Tuskegee (fotografía de c. 1971).

A principios de los años setenta, tras ocho años de lucha en secreto, Buxtun finalmente acudió a la prensa. La noticia apareció por primera vez en el diario Washington Star el 25 de julio de 1972, y al día siguiente en la portada del New York Times. El senador Edward Kennedy organizó una visita de Buxtun al Congreso, en la que el investigador médico testificó. A consecuencia de la enérgica protesta pública, en 1972, un grupo consultor creado ad hoc determinó que el estudio no tenía justificación médica y ordenó su fin. Como parte de un acuerdo establecido en un «juicio de acción popular» iniciado por la NAACP (National Association for the Advancement of Colored People: Asociación Nacional para el Avance de la Gente de Color), se compensó a los supervivientes participantes y familiares que habían sido infectados a consecuencia del estudio, con nueve millones de dólares y la promesa de tratamiento médico gratuito.
Cuando el experimento salió a la luz pública, el Dr. John Heller defendió resueltamente la ética médica del estudio, afirmando:

La situación de esos hombres no justifica el debate ético. Ellos eran sujetos, no pacientes; eran material clínico, no personas enfermas.

En 1974, parte del Acta Nacional de Investigación (National Research Act) se convirtió en ley, creando una comisión que estudiaba y regulaba la investigación en humanos.

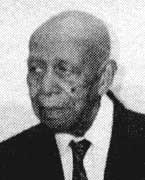
Herman Shaw, uno de los supervivientes del experimento Tuskegee.

El 16 de mayo de 1997, con cinco de los ocho supervivientes presentes en la Casa Blanca, el presidente Bill Clinton pidió disculpas formalmente a los participantes en el experimento Tuskegee:

No se puede deshacer lo que ya está hecho, pero podemos acabar con el silencio... Podemos dejar de mirar hacia otro lado. Podemos miraros a los ojos y finalmente decir de parte del pueblo estadounidense, que lo que hizo el Gobierno estadounidense fue vergonzoso y que lo siento.
Bill Clinton, 16 de mayo de 1997

El experimento sobre sífilis Tuskegee dañó el nivel de confianza de la comunidad afroestadounidense en la salud pública estadounidense.

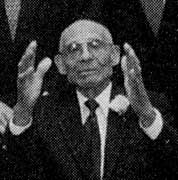
Charlie Pollard, uno de los supervivientes del experimento Tuskegee.

Al reverendo Jeremiah Wright (1941-), en una conferencia de prensa el 28 de marzo de 2008, le preguntó el moderador sobre si honestamente creía que el Gobierno de los Estados Unidos «había mentido sobre el sida, creando el VIH [virus de inmunodeficiencia humana, causante del sida] como arma genocida de la gente de color». Wright respondió sustentando su hipótesis en el libro Emerging Viruses, de Leonard Horowitz, y citando el experimento Tuskegee para reforzar su idea de que el Gobierno de Estados Unidos «es capaz de hacer cualquier cosa».
En octubre de 2010 se revelaron datos sobre un experimento con seres humanos mediante inoculación de enfermedades venéreas, que llevaron a cabo médicos estadounidenses en Guatemala, a finales de los años cuarenta (experimentos sobre sífilis en Guatemala).

## Implicaciones éticas
La ética en el experimento Tuskegee puede considerarse como restringida al principio del estudio. En 1932, los tratamientos para la sífilis eran a menudo bastante poco efectivos y tenían graves efectos secundarios.
Se sabía que la sífilis prevalecía en las comunidades pobres y afroestadounidenses.
La ética preponderante en la época no contemplaba el consentimiento informado como se lo conoce en la actualidad, y los médicos ocultaban de manera rutinaria a los pacientes información sobre su estado de salud.
Con el desarrollo de un tratamiento simple y efectivo para la sífilis como es la penicilina, y habiendo cambiado el estándar ético, el que el experimento continuase por otros 25 años fue completamente indefendible; y tras saltar a las portadas de los diarios fue clausurado en un solo día.
Los pacientes no fueron informados de que participaban en un experimento; las punciones lumbares eran presentadas como «tratamientos» cuando el tratamiento real era ocultado y evitado; la naturaleza contagiosa de la enfermedad fue también ocultada.
Para cuando el experimento acabó, cientos de hombres habían muerto de sífilis y sus esposas e hijos habían resultado contagiados.
Existen evidencias puntuales de que el experimento Tuskegee podría haber predispuesto a la comunidad afroestadounidense a desconfiar de los cuidados médicos y de la donación de órganos, así como ser causa de la reticencia de muchos afroestadounidenses a someterse a reconocimientos de salud preventivos.
Dos grupos de investigadores de la Universidad Johns Hopkins debatieron sobre los efectos que el experimento Tuskegee tuvo en la comunidad afroestadounidense y en su rechazo a participar en ensayos clínicos.
El impacto de este estudio condujo directamente al establecimiento de la National Commission for the Protection of Human Subjects of Biomedical and Behavioral Research (Comisión Nacional para la Protección de los Sujetos Humanos en Investigación Biomédica y Conductual) y la creación del National Research Act (Acta Nacional de Investigación). Este hecho requiere la creación de las juntas IRB (Institutional Review Boards: Consejos Institucionales de Revisión) en los centros subvencionados con fondos públicos.